# 蘇西的世界
《蘇西的世界》（英語：The Lovely Bones）是2002年小說，作者為美國作家艾莉絲·希柏德。故事講述一名年輕女孩蘇西，放學後在玉米田遭到謀殺，以蘇西為第一人稱觀點，從天堂觀看他的家人與朋友，在她遇害後往後驟變的生活，至最後走出陰霾面對蘇西去世的事實。小說得到相當良好的社會評價，成為當年的暢銷書籍之一。
小說的電影改編，由著名導演彼得·傑克森執導拍攝，已於2009年11月上映。

## 概要
1973年，14歲名叫蘇西沙蒙的女孩，遭到鄰居的姦殺與分屍。死後的日子，蘇西在她想像的私人天堂觀看人間，看她的家人與朋友如何面對他們的信念，有時會對家人的選擇感到生氣與挫折，身為靈魂無法與人類接觸，對事情的發展又無能為力。
書名的釋意
《蘇西的世界》英文原名為The Lovely Bones（若直譯就稱作「可愛的骨頭」），是取自小說的結尾前面幾行：

These were the lovely bones that had grown around my absence: the connections — sometimes tenuous, sometimes   made at great cost, but often magnificent — that happened after I was gone. And I began to see things in a way that let me hold the world without me in it. The events my death wrought were merely the bones of a body that would become whole at some unpredictable time in the future. The price of what I came to see as this miraculous lifeless body had been my life.

## 角色
- 蘇西·沙蒙（Susie Salmon），14歲的棕髮女孩，在小說開頭就遭到鄰居的強姦與殺害，小說的主角口白述說，從天堂看人間在她死後所發生的人事。
- 傑克·沙蒙（Jack Salmon），蘇西的爸爸，奮命調查蘇西的死因，懷疑鄰居哈維是殺害她女兒的人。
- 艾比蓋兒·沙蒙（Abigail Salmon），蘇西的媽媽，無法接受女兒死亡的事實，逃避家庭並與調查此案的警探發生關係。
- 琳西·沙蒙（Lindsey Salmon），蘇西的妹妹，小蘇西1歲。髮色金髮，腦袋也比蘇西聰明，自行調查出姐姐被姦殺的證據。差點成為哈維的下個受害者。
- 巴克利·沙蒙（Buckley Salmon），蘇西的弟弟，小蘇西10歲。他的意外出生使艾比蓋兒被迫放棄她當教師的計畫。有時會看見在天堂的蘇西靈魂。
- 琳恩外婆（Grandma Lynn），艾比蓋兒的媽媽，在蘇西死亡後能讓沙蒙家活起來，走出陰霾回到正常步調的外婆。
- 喬治·哈維（George Harvey），沙蒙家的鄰居，看似溫文儒雅，實則是殺死蘇西的兇手，此前已犯下過多起姦殺案。受到沙蒙家的懷疑，但缺乏證據無法逮捕，且再次犯下謀殺案。
- 露絲·康若斯（Ruth Connors），蘇西的朋友，是蘇西死後靈魂唯一碰觸到的人。儘管蘇西生前並不熟悉，她是少數對蘇西死後關注的人，致力去寫關於她所見的死亡的書籍與圖。
- 雷·辛格（Ray Singh），與蘇西互相喜歡，蘇西的初吻對象。而後與露絲成為男女朋友。
- 露娜·辛格（Ruana Singh），雷的母親，和艾比蓋兒是在社區列為最漂亮的媽媽。
- 塞謬爾·哈克勒（Samuel Heckler），琳西的男朋友，長大後順理成章結婚成為丈夫。
- 霍爾·哈克勒（Hal Heckler），塞謬爾的哥哥，常待在摩托車修車店。
- 賴恩·費樂蒙（Len Fenerman），負責調查蘇西死亡的警探，而後與艾比蓋兒發生外遇。
- 克萊麗莎（Clarissa），蘇西生前最好的朋友。除了她的男朋友布萊恩（Brian），沒有其他較熟的朋友。
- 哈莉（Holly），蘇西在天堂最好的朋友與夥伴。小說沒有明說，但暗示出她是越南籍美國人，取名來自《第凡內早餐》的女主角名 Holly Golightly，她的生前與如何死亡都未作鋪述。
- 弗妮（Franny），蘇西和哈莉在天堂的「諮詢顧問」。

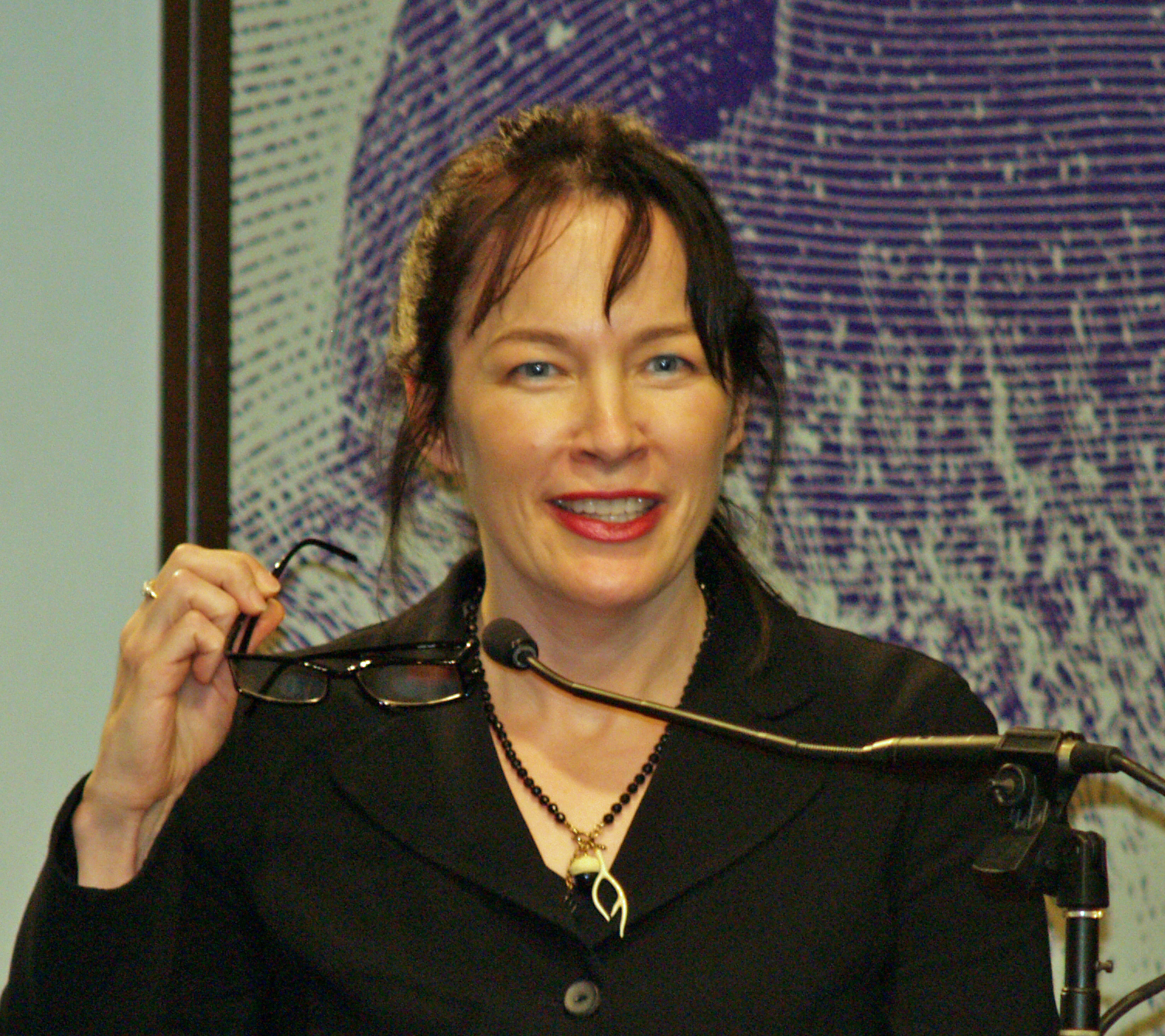
艾莉絲·希柏德

- 哈樂弟（Holiday），蘇西的狗。

## 寫作靈感
小說題材源自作者艾莉絲·希柏德的個人經歷，在1981年就讀於紐約雪城大學大一時遭受強暴。先前出版的自傳《Lucky》（中文譯名為《折翼女孩不流淚》），是希柏德大學時期的遭遇與往後的回憶錄，她描述如何改變她的生活，尤其是得知強暴犯的前一位受害者已身亡。之後在街上看見強暴犯，她出面向警方指認，終而逮捕到案，最後定罪且處以最高刑罰。然而在2021年，她承認因指證錯誤，讓非裔美籍男子無辜入獄16年。因非裔男子遭錯誤指認入罪的案例頻傳，此案引起討論。
事過境遷後，希柏德在1990年代初期開始撰寫小說。然而，她強烈地建議，若遭強暴過後首要做的事：
First of all, therapy is for therapy. Leave it there. Second, because you're a rape victim, everyone wants to turn everything you do into something "therapeutic" — oh, I understand, going to the bathroom must be so therapeutic for you!

## 外部連結
- 《蘇西的世界》閱讀指南 （页面存档备份，存于）
- 《蘇西的世界》總論 （页面存档备份，存于）